# 野獣刑事 東京同時多発テロを鎮圧せよ!
『野獣刑事 東京同時多発テロを鎮圧せよ!』（やじゅうデカ とうきょうどうじたはつテロをちんあつせよ）は、サクセスから2008年9月18日に発売されたニンテンドーDS用ソフト。